# Zénobie sauvée par les bergers
Zénobie sauvée par les bergers est un tableau de Nicolas Poussin conservé au musée de l'Ermitage de Saint-Pétersbourg et composé dans les années 1640. Il représente la reine Zénobie, épouse de Rhadamiste, sauvée par des bergers au bord de l'Araxe. Rhadamiste, roi d'Arménie, poignarde son épouse et la jette dans l'Araxe avant de fuir devant l'avancée des Romains. Cet épisode est évoqué par Tacite dans ses Annales.

## Historique de l'œuvre
Ce tableau, resté inachevé, a été attribué à Poussin par l'historien de l'art V. Miller en 1934 à partir d'un dessin conservé au musée Pouchkine qui est très proche de ce tableau. Cette attribution est confirmée par Walter Friedländer en 1949 après avoir étudié trois autres dessins et celui de Moscou. Ils démontrent l'évolution chronologique de la recherche de Poussin pour la composition de cette œuvre. Par ordre d'antériorité, deux dessins (l'un au musée Condé de Chantilly; l'autre au château de Windsor) montrent les bergers portant le corps inanimé de la reine à l'état d'ébauche. Le troisième dessin (du musée Pouchkine) montre les bergers couchant Zénobie au bord du fleuve. Enfin le quatrième, du Nationalmuseum de Stockholm, présente une composition identique à celle du tableau de l'Ermitage.
Poussin commence à peindre ce tableau à Paris ; mais, obligé de retourner à Rome, il le laisse inachevé.
Le vicomte de Grouchy publie l'inventaire de la collection de l'abbé Quesnel en 1892 où il fait mention pour la première fois de ce tableau. Plus tard en 1914, Émile Magne fait mention dans la collection Quesnel d'une ébauche dont le sujet est Zénobie. Le catalogue des dessins du Nationalmuseum de Stockholm indique que son dessin de Zénobie (acquis de la collection Crozat) faisait autrefois partie de la collection Quesnel. Tout cela concorde pour identifier ce tableau, autrefois référencé comme tableau de l'école française du XVIIe siècle, à celui de la collection de l'abbé Quesnel.
Ce tableau est entré en 1931 au musée de l'Ermitage. Il faisait auparavant partie de la collection de l'Académie des beaux-arts de Saint-Pétersbourg (Léningrad à l'époque).